# Antoni Donimirski
Antoni Donimirski (ur. 6 czerwca 1846, zm. 14 maja 1912) – polski publicysta, ekonomista i prawnik.

## Życiorys

### Dzieciństwo
Antoni Donimirski urodził się 6 czerwca 1846 r. w Buchwałdzie, powiat sztumski, w rodzinie Teodora Donimirskiego (1805–1884) h. Brochwicz i jego drugiej żony Zofii ze Ślaskich (1812–1893). Braćmi Antoniego byli znani na Pomorzu działacze ruchu narodowego i społeczno-gospodarczego: Edward (1844–1907) z Łysomic i Jan (1847–1929) z Buchwałdu i Telkwic. W latach 1859–1863 uczęszczał do Gimnazjum Chełmińskiego, w którym należał do tajnego kółka samokształceniowego filomatów, za co, po zdekonspirowaniu, został skazany na trzy dni aresztu. Jeden z jego kolegów, a później znany publicysta i wydawca oraz sekretarz Rady Regencyjnej, ks. Zygmunt Chełmicki (1851–1922), wspominając lata szkolne, tak pisał o Donimirskim: „Umiał w nas wzbudzić zapał do przedmiotu i dla siebie zjednać [...] powagę”.

### Studia
Po uzyskaniu świadectwa dojrzałości w gimnazjum w Chełmnie, Donimirski wyjechał do Wrocławia i tu w latach 1864–1866 studiował kameralistykę na Wydziale Prawa miejscowego uniwersytetu. W tym okresie związał się z polskim środowiskiem akademickim i, m.in. był skarbnikiem Towarzystwa Literacko-Słowiańskiego. W 1866 r. Donimirski przeniósł się na kilka miesięcy na uniwersytet w Heidelbergu i jeszcze w tym samym roku na Wydział Prawa Uniwersytetu Berlińskiego. Tu nie tylko zajmował się nauką, ale także działalnością oświatową i patriotyczną, zakładając razem ze swym przyjacielem, a później znanym działaczem politycznym i pisarzem, Józefem Kościelskim, Towarzystwo Naukowe Akademików Polaków. Podczas berlińskich studiów Donimirski dostarczał Józefowi Kraszewskiemu informacje dotyczące życia Polaków w Niemczech i w Prusach Zachodnich, które pisarz wykorzystywał w swych Rachunkach. W Berlinie Donimirski zdał egzamin państwowy i uzyskał doktorat na podstawie rozprawy „De mercibus privatis in bellis navalibus transportands, atque de libertate bonorum privatorum hostium in üs servanda”. Praca dotyczyła prawa cywilnego, a jej autor analizował sprawy związane z odszkodowaniem dla osób prywatnych, które poniosły straty w transporcie morskim podczas wojny.

### Praca i działalność

#### Bank Kredytowy w Toruniu
Odbywszy praktykę sądową (1869–1870) w Kwidzynie i Gdańsku, miał przed sobą karierę prawniczą w państwie pruskim, ale z niej zrezygnował, poddając się nowej, rocznej, praktyce handlowo-bankowej, by w 1872 r. objąć kierownictwo toruńskiego banku, założonego wcześniej przez ojca, pod nazwą Bank Kredytowy Donimirski, Kalkstein, Łyskowski i Spółka. Lata 1872–1881, to początek działalności zawodowej, społecznej, kulturalnej i politycznej Donimirskiego, który wysunął się na czoło działaczy pomorskich. Gdy bank likwidowano, toruński korespondent petersburskiego „Kraju” tak pisał o jego roli: „Kiedy bank zakładano, w Toruniu lud wstydził się mówić po polsku. Za bankiem powstała „Gazeta Toruńska”, za gazetą sejmiki gospodarskie i tyle innych instytucji drobniejszych. Powstało i zagęściło się kupiectwo polskie i inteligencja. Dziś banku nie ma, ale skutki jego działalności widoczne na każdym kroku, a zamiast jednego, kilka domów handlowych działa na jego miejscu”. W lipcu 1872 r. został prokurentem czyli pełnomocnikiem handlowym. Wybrany dyrektorem 8 kwietnia 1873 r. objął swą funkcję (po ojcu) 1 lipca 1873 r. W tym czasie, z jego inicjatywy, bank toruński rozprowadzał akcje Galicyjskiego Towarzystwa Parcelacji i Budowy w Krakowie i za sumę 565 000 marek zakupił dwa majątki – Żmijewo koło Brodnicy i Brzeźno w powiecie świeckim. W październiku 1881 r. Antoni Donimirski złożył urząd dyrektora, a 9 listopada 1881 r. walne zebranie przyjęło jego rezygnację. W najbliższych kilku latach Bank Kredytowy uległ likwidacji.

#### Działalność społeczna i zawodowa w do 1881
Poza działalnością bankową, Donimirski prowadził aktywną działalność w różnych organizacjach i stowarzyszeniach gospodarczo-społecznych na terenie Pomorza i Wielkopolski. W latach 1873–1878 uczestniczył jako współorganizator, prelegent i dyskutant w sześciu Sejmikach Gospodarskich w Toruniu. Był akcjonariuszem Banku Włościańskiego w Poznaniu, a także członkiem komisji rewizyjnej (1874–1877), a potem rady nadzorczej (1877–1881) Banku Wzajemnych Zabezpieczeń na Życie „Westa” w Poznaniu.
Kilkakrotnie był wybierany członkiem Rady Miejskiej w Toruniu (1874–1881), a w latach 1873–1881 był członkiem dyrekcji (zarządu) Towarzystwa Pomocy Naukowej dla Dziewcząt Polskich w Prusach Zachodnich W lutym 1874 r. wybrano go do komisji mającej zreformować program działalności Towarzystwa ku Wspieraniu Moralnych Interesów Ludności Polskiej, a w marcu 1881 r. wszedł w skład Komitetu Stypendialnego im. dra Łożyńskiego. Gdy na Śląsku zapanowała klęska głodu, Antoni Donimirski został skarbnikiem (1879) Komitetu na Prusy Zachodnie ku Wspieraniu Górnego Śląska. Donimirski został członkiem założycielem Towarzystwa Naukowego w Toruniu w 1875 r. Także w 1875 r. Poznańskie Towarzystwo Przyjaciół Nauk powołało go jednogłośnie na swego członka.

#### Działalność polityczna
W latach 1874–1876 był posłem do parlamentu niemieckiego. Prowincjonalny Komitet Wyborczy w Prusach Zachodnich, składający się z Hiacentego Jackowskiego, Erazma Parczewskiego, Ignacego Łyskowskiego, Leona Czarlińskiego i Apolinarego Działowskiego – wysunął kandydaturę Donimirskiego w okręgu chojnicko-tucholskim na posła do parlamentu niemieckiego. Donimirski wybory wygrał, uzyskując 12 stycznia 1874 r. 7675 głosów i został jednym z czterech posłów Prus Zachodnich do Reichstagu. Został członkiem, liczącego 15 posłów, Koła Polskiego. Jako poseł pracował w dwóch komisjach – budżetowej i specjalnej (mającej zająć się reformą systemu monetarnego). Prowincjonalny Komitet Wyborczy dla Prus Zachodnich wysunął jego kandydaturę w zbliżających się nowych wyborach parlamentarnych, lecz Donimirski odmówił kandydowania, gdyż zamierzał zająć się działalnością społeczną i naukową w dziedzinie spółdzielczości zarobkowej.

#### Okres „wiedeński”  1881-1887
W 1881 Donimirski, po krótkim pobycie w Warszawie, wyjechał do Wiednia by poświęcić się pracom naukowym i dziennikarskim w dziedzinie nauk społecznych i ekonomicznych. W tym okresie, jako publicysta, podjął współpracę z Dziennikiem Poznańskim, warszawskimi Tygodnikiem Ilustrowanym i Niwą, krakowskimi Przeglądem Polskim i Przeglądem Powszechnym i petersburskim Krajem.

#### Okres „warszawski” 1887-1912
W 1887 Donimirski przeniósł się do Warszawy, gdzie dołączył do redakcji Słowa, które w tym czasie współpracowało z Henrykiem Sienkiewiczem (z którym się przyjaźnił), Bolesławem Prusem, Mścisławem Godlewskim, Lucjanem Wrotnowskim i Ludwikiem Straszewskim, a spoza Warszawy Elizą Orzeszkową i Erazmem Piltzem. W grudniu 1902 r, został redaktorem naczelnym dziennika. Specjalizował się w problematyce ekonomicznej i sprawach polskich w zaborze pruskim. Często nawiązywał w swoich artykułach i odczytach do sytuacji Kaszubów, Mazurów i Ślązaków.
W 1905 wstąpił do Stronnictwa Polityki Realnej, w którym w maju 1908 został wiceprezesem zarządu. Podczas swej całej działalności politycznej Donimirski zawsze głosił, by mimo polityki germanizacyjnej i rusyfikacyjnej nie obnosić się z nienawiścią do narodów: niemieckiego i rosyjskiego. Mimo ugodowości, Donimirski nie ustrzegł się trzech procesów sądowych (1906, 1907 i 1912) za tzw. przestępstwa prasowe i obrazę oficerów rosyjskich, w wyniku których skazano go na kary więzienia od pięciu tygodni do trzech miesięcy lub grzywny.

#### Działalność spółdzielcza
Oprócz publicystki, był czołowym działaczem Towarzystwa Kooperatystów, a w 1907 r. został prezesem Rady Towarzystw Kooperatystów. W 1912 r. Antoni Donimirski został wybrany prezesem Związku Towarzystw Spółdzielczych w Królestwie Polskim.

#### Chroba i śmierć
Już w latach 1904–1905 uskarżał się na dolegliwości związane z chorobą serca, które leczył wyjeżdżając na kuracje i odpoczynek do Niemiec i Włoch. W marcu 1912 r., za radą lekarzy, udał się do Włoch, a wracając do kraju zatrzymał się w Berlinie. Gdy poczuł się źle, zabrano go do szpitala i operowano, ale po dwóch dniach zmarł – 14 maja 1912 r. Pochowany został na katolickim cmentarzu św. Jadwigi przy Liesenstrasse. W czerwcu kolejnego roku, z inicjatywy Ignacego Paderewskiego, zwłoki ekshumowano, po czym złożono na cmentarzu Powązkowskim w Warszawie.

### Życie prywatne
9 grudnia 1876 r. ożenił się z Eugenią z Benisławskich. Donimirscy mieli jedną córkę,Taidę (zm. w 1972 r.), późniejszą żonę Jana Choińskiego-Dzieduszyckiego.

### Upamiętnienia
Patron ulicy w gdyńskiej dzielnicy Leszczynki.